# 제1대 앨버말 공작 조지 멍크
제1대 앨버말 공작 조지 멍크(George Monck, 1st Duke of Albemarle, KG, PC, JP, 1608년 12월 6일 ~ 1670년 1월 3일)은 잉글랜드의 귀족, 군인이다. 청교도 혁명에서 군인으로서 출세했고, 영국-네덜란드 전쟁에서는 해군 사령관으로 활약했다. 잉글랜드 공화국 말기의 혼란을 수습하고 왕정복고를 실현시킨 공으로 앨버말 공작위를 수여받았다.

## 생애

### 초기 경력
멍크는 데본셔의 머튼 교구의 포드릿지에서 토마스 뭉크 경의 차남으로 태어났다. 토머스 경의 아내이자, 조지의 어머니는 엘리자베스 스미스로 주변 25개의 장원을 소유한 가장 부유했던 상인이자, 엑스터시장을 세 번 역임한 조지 스미스 경의 딸이었다. 또한 이모인 그레이스 스미스는 잉글랜드 내전 중 발발한 1643년 랜스다우니 전투에서 전사한 베빌 그렌빌 경의 아내였다. 베빌 경의 아들이자 상속자로 조지 뭉크의 사촌인 존 그렌빌 초대 바스 백작은 왕정복고를 통해 출세했으며 이것은 뭉크의 영향을 많이 받았다.
군인이 되어, 1625년의 초대 버킹엄 공작 조지 빌리어즈를 따라 스페인 카디스 원정을 시작으로 1627년 대 프랑스 전쟁에 종군하여, 라로셸 공성전에서 위그노(신교도)를 구원하기 위해 레 섬 원정에 참전하였다. 1629년에는 네덜란드군에 합류하여 팔십년 전쟁에서 스페인군과 싸워 전투 통솔력을 인정받았고, 1637년의 브레다 공성전에서 용감하게 싸워 주목을 받았다. 1638년에 도르드레흐트 의회와 다툼을 일으켜 잉글랜드로 귀국했다. 뉴포트 연대에서 중령의 일자리를 얻었다.
당시 영국에서는 찰스 1세의 실정으로 반란이 빈번히 일어났다. 뭉크는 그 반란을 진압하기 위해 동원되었다. 1639년과 1640년에 스코틀랜드에서 발발한 주교 전쟁과 1641년의 아일랜드 동맹 전쟁에서 오먼드 공작 제임스 버틀러가 이끄는 진압군 예하의 레스터 경 연대(Lord Leicester's regiment)의 연대장으로 아일랜드에 출병했다. 레스터 백작은 뭉크의 침착함을 칭찬하고, 공석이 된 더블린 총독의 자리를 뭉크에게 권했다.
그러나 찰스는 뭉크를 등용하지 않았고, 다른 사람을 임명함으로써 뭉크가 취임하지 못했다. 이런 행위로 그는 찰스 1세에게 불만을 품게 되었다. 잉글랜드 내전에서는 왕당파에 속했지만, 1644년에 왕당파 군대가 의회파 사령관인 토머스 페어팩스에게 낭트 위치의 싸움에서 패하자 포로가 되어 런던탑에 투옥되었다. 2년 후인 1646년에 석방되어 의회파로 전향했다.

### 공화정 시대
석방 후 의회주의자들의 무리에 속해 소장이 되었다. 1647년에 아일랜드에 출병하여 전전, 1649년에 아일랜드 맹방의 지도자 오웬 로우 오닐과 강화조약을 맺고 귀국했다. 이어 이듬해 1650년에 의회파 사령관 올리버 크롬웰을 따라 스코틀랜드 원정을 떠나 던바 전투에서 스코틀랜드군을 격파했다. 그후 스코틀랜드 주둔군 지휘를 맡아 스코틀랜드 각지를 돌아다니며, 1652년까지 스털링 · 댄디 · 애버딘 · 오크니 제도 등을 점령하고 스코틀랜드를 평정했다. 이듬해 1653년에 크롬웰이 호국경에 취임하면서 스코틀랜드 대표로서 정권에 참가 잉글랜드 공화국의 유력자가 되었다.
1652년에 제1차 영국-네덜란드 전쟁이 시작되었다. 혁명으로 야기된 인재 부족을 보충하기 위해 연방 해군에 마련된 직책인 제독에 임명되었고, 이듬해에는 포틀랜드 해전에서 중상을 입은 로버트 블레이크를 대신하여 영국 함대 사령장관으로 네덜란드 해군과 맞섰다. 네덜란드 마르턴 트롬프 제독이 맞섰지만, 뭉크는 갑바드 해전에서 승리를 거두었고, 스헤베닝언 해전에서도 트롬프를 물리쳤다. 1654년에 웨스트민스터 조약을 체결하고, 네덜란드에 잉글랜드가 우위에 섰다. 전쟁이 끝난 뒤에는 스코틀랜드로 돌아가 총독으로 주둔을 계속했다.
제독으로 재임 중에는 블레이크와 함께 해군 개혁에 주력했다. 함대 전술은 단종진을 채용하였고, 이 진은 종렬로 상대에게 집중 포화를 퍼붓는 것으로 갑바드 해전에서 성과를 거둔 적이 있었다. 이 전술은 네덜란드도 스헤베닝언의 해전에서도 채택되었으며, 곧 단종진은 세계 해군의 기본 진형이 되었다. 또한 영국-네덜란드 전쟁을 통해 해상 전략도 수립되어 지중해의 확보와 제해권 확보 등 후 영국 해군에서 중요시 되는 목표가 세워졌다.

### 왕정복고 시대
1658년 크롬웰이 사망하고 아들 리처드 크롬웰이 호국경이 되었지만, 군부의 반항을 못 이기고 이듬해 1659년 5월에 퇴임하였다. 그 후 권력 투쟁이 일어났고, 크롬웰의 부하 존 램버트가 10월에 쿠데타로 의회를 해산시키고 군사 정권을 수립했다. 그동안 스코틀랜드에 머물고 있던 뭉크는 대륙으로 망명한 왕당파에게 연락을 취하였고, 스코틀랜드에서 남하해 의회 소집을 요구하여 12월에 부활시켰다. 한편, 발트해에 파견한 함대 사령관 에드워드 몬태규를 잉글랜드로 불러 찰스 1세의 아들 찰스 2세 등의 왕당파를 영입하도록 명령하여 차근차근 왕정복고를 위한 포석을 다졌다.
이듬해 1660년 1월 스코틀랜드와 잉글랜드의 국경선인 트위드 강을 넘어 잉글랜드로 진군하여 지지를 잃은 램버트를 잡아 런던탑에 투옥시키고 2월에 런던으로 들어갔다. 그래서 공화정에 불만을 가지고 왕정복고를 바라는 국민의 지지를 배경으로 크롬웰에 의해 해산된 장기의회를 소집하고 공화정에서 배제된 장로를 포함한 의원들을 복귀시켰다. 또한, 3월에는 혁명과 무관한 의회를 구성하기 위해 의회를 해산하고 총선을 실시하였다. 더불어 찰스 2세에게 정계의 혼란을 피하기 위해 사면을 하는 것 등을 협의하고, 4월에 네덜란드 브레다에서 찰스 2세가 발한 브레다 선언 성립으로 연결했다.
그리고 4월에 왕당파가 복귀한 의회가 출범하였고, 5월에는 왕정복고 선언을 이끌어 내서 몬태규의 함대를 타고 잉글랜드로 귀국한 찰스 2세를 맞아 큰 혼란 없이 왕정복고를 실현시켰다.

### 찰스 2세의 보훈
찰스 2세는 자신의 왕좌를 되찾아 준 뭉크에게 군 최고사령관, 침실계시종, 거마관리관, 아일랜드 총독, 가터 기사의 직책을 부여했다. 그리고 1660년 그를 승작시켜 다음과 같은 작위를 부여했다.
- 뭉크 남작 (데본셔 포드릿지), 보챔프 남작 (데본셔 보챔프), 테예스 남작 (데본셔)
- 토링턴 백작 (Earl of Torrington, 데본셔)
- 앨버말 공작 (Duke of Albemarle)

그는 또한 7000 파운드의 연금도 약속받았다. 찰스 2세는 1663년에도 북아메리카의 캐롤라이나 식민지의 소유자 8명 중 1명으로 선정되었다. 현재 노스캐롤라이나에 있는 삼각주 앨버말의 사운드는 뭉크의 신분을 따서 명명되었다.
뭉크에 협력하여 왕정복고에 노력한 에드워드 몬태규와 비서의 새뮤얼 피프스에게도 공적을 인정하여, 몬태규는 샌드위치 백작의 작위를 받았고, 피프스는 영국 해군 관료로 출세했다.
뭉크의 기마 호위대(Monck's Life Guards)는 근위 기병이 되었고, 3개 중대의 제2 퀸즈 중대(Queen's Troop)가 되었다가 이후 다른 중대와 통합되어 라이프 가즈 연대가 되었다. 이듬해 1661년에는 ‘뭉크 보병 연대’가 근위 보병 연대가 되어, 이후에는 당시의 통칭인 ‘콜드스트림 가즈’(Coldstream Guards)가 정식 명칭이 되어 현재에 이르고 있다.

### 말년
1665년에 런던에서 전염병이 유행하자 치안 유지를 위해 출동하였고, 이듬해 1666년에 전염병이 진정하자 제2차 영국-네덜란드 전쟁에 동원되었다. 컴벌랜드 공작 루퍼트 왕자와 함께 영국 함대를 지휘하게 되면서 다시 네덜란드 해군과 교전하게 되었다. 4일 해전에서는 루퍼트 함대가 네덜란드의 동맹국 프랑스의 원군 저지를 위해 전장에서 이탈했기 때문에, 열세 그대로 미힐 드 라위테르가 이끄는 네덜란드 함대에 맞서야 했다. 6월 1일부터 4일까지의 해전에서 큰 피해를 입고 패배를 당했지만, 전선을 무너뜨리지 않고 분전하여 네덜란드에도 큰 손상을 입히고 결국 양군 모두 후퇴하게 되었다. 계속되는 7월의 성 제임스의 날 해전에서 루퍼트와 공동으로 네덜란드 해군과 교전을 벌여 큰 승리를 장식하며 설욕했다. 8월에는 네덜란드 연안의 상선도 습격했다. (홈즈의 분화)
9월에 런던 대화재가 발생하여 찰스 2세로부터 소환되어 치안 유지를 했다. 이듬해 1667년 네덜란드 함대가 템즈강 하구 부근의 메드웨이 강을 습격하자 급히 현장인 채텀으로 출동하여 육지에 다다른 네덜란드 해군을 채텀에서 필사적으로 포격하고 응전했지만, 로얄 찰스가 적에게 포획되었고, 로얄 제임스와 로얄 캐서린은 침몰되는 굴욕적인 결과로 끝났다.(메드웨이 강 습격). 전후 브레다 강화조약으로 전쟁이 끝난 이후 명목상의 제1대장경으로 실무는 재무위원회에 맡겼고, 3년 후인 1670년에 61세를 일기로 타계하여, 웨스트민스터 사원에 묻혔다.
그의 사후 군 최고사령관은 찰스 2세의 서자 몬머스 공작 제임스 스콧에게, 대장경은 찰스 2세의 측근인 토마스 클리포드에게, 앨버말의 공작은 외아들 크리스토퍼 뭉크에게 각각 계승되었다. 그러나 1688년에 아들 크리스토퍼 공작이 계승자를 남기지 못하고 사망하면서, 뭉크 가와 앨버말 공작 작위는 소멸되었다. 이후 앨버말의 백작 작위가 신설되어 아놀드 반 케펠이 작위를 받았다. 또한 1696년에 제임스 2세가 앨버말의 공작 작위를 부활시켜 서자인 헨리 피츠 제임스에게 부여했다. 이 작위는 실효성이 없는 자코바이트 귀족 신분으로 1702년에 헨리가 사망하면서 1대에 소멸했다.